# Yūki
Yūki (結城市, Yūki-shi) est une ville située dans la préfecture d'Ibaraki, sur l'île de Honshū, au Japon.

## Géographie

### Situation
Yūki est située dans l'ouest de la préfecture d'Ibaraki. La rivière Kinu passe à l'est de la ville.

### Démographie
En 2019, la population de la ville de Yūki était de 51 034 habitants répartis sur une superficie de 65,76 km2.

## Histoire
Le bourg de Yūki est fondé le 1er avril 1889 et devient une ville le 15 mars 1954 avec l'intégration des villages de Yamakawa, Kinugawa, Egawa et Kamiyamakawa.

## Transports
La ville est desservie par la ligne Mito de la JR East aux gares d'Otabayashi, Yūki et Higashi-Yūki.

## Jumelage
Yūki est jumelée avec :
- Malines (Belgique)

## Personnalités liées à la ville
- Tomio Tada (1934-2010), immunologue
- Masaki Kashiwara (né en 1947), mathématicien